# Carl Einstein
Carl Einstein (ur. 26 kwietnia 1885 w Neuwied; zm. 5 lipca 1940 w Lestelle-Bétharram) – niemiecki pisarz i badacz historii sztuki.

## Dzieła
- Bebuquin oder die Dilettanten des Wunders. Ein Roman. Berlin: Verlag der Wochenschrift Die Aktion, 1912.
- Neue Blätter. Berlin: Baron, 1912.
- Wilhelm Lehmbrucks graphisches Werk. Berlin: Cassirer, 1913.
- Negerplastik. Leipzig: Verlag der weißen Bücher, 1915.
- Der Unentwegte Platoniker. Leipzig: Wolff, 1918.
- Afrikanische Plastik. Berlin: Wasmuth 1921 (Orbis pictus, Weltkunst-Bücherei; 7).
- African Legends, First english edition, Berlin: Pandavia, 1926/2021. ISBN 978-3-7531-5582-1
- Die schlimme Botschaft. Berlin: Rowohlt, 1921.
- Der frühere japanische Holzschnitt. Berlin: Wasmuth 1922 (Orbis pictus, Weltkunst-Bücherei; 16).
- Die Kunst des 20. Jahrhunderts. Berlin: Propyläen, 1926. (Propyläen-Kunstgeschichte; 16).
- Entwurf einer Landschaft. Paris: Kahnweiler, 1930.
- Giorgio di Chirico. Berlin: Galerie Flechtheim, 1930.
- Die Kunst des XX. Jahrhunderts. Berlin: Propyläen, 1931.
- Georges Braque. Paris: Editions des chroniques du jour. London: Zwemmer. New York: E. Weyhe, 1934.

## Opracowania
- Johann Siemon: Einstein und Benn — Geschichte einer Entfernung? In: Kiefer, Klaus H. (Hg.): Carl-Einstein-Kolloquium 1994. Frankfurt/M., Berlin, New York, Paris, Wien 1996. S. 89-104.
- Reto Sorg: Aus den "Gärten der Zeichen". Zu Carl Einstein "Bebuquin". München: Fink 1997.
- Dirk de Pol, Die Kant-Rezeption in der Ästhetik des frühen Carl Einstein Philosophisches Jahrbuch der Görres-Gesellschaft, Verlag Karl Alber, Freiburg 1997 ISBN 3-495-45057-2
- Alexander Emanuely: "La paz que mata - Carl Einstein aus der Asche", in ContextXXI 3-4/2005.